# Коронавірусна хвороба 2019 у Словенії
Коронавірусна хвороба 2019 у Словенії — розповсюдження вірусу територією Словенії.

## Перебіг подій

### 2020
4 березня — перший випадок, турист з Марокко, що подорожував через Італію.
5 березня підтверджено 5 нових випадків, також з Італії.
6 березня два випадки підтверджено у Мариборі, обидва медичні працівники в головній лікарні, які захворіли на гірськолижному відпочинку в Італії. Ще один пацієнт — лікар з Метлики, що також заразився в Італії. Загальна кількість заражених випадків становила 8.
10 березня уряд заборонив усі рейси з Італії, Південної Кореї, Ірану та Китаю, щоб запобігти подальшому поширенню. Сухопутний кордон з Італією закрито для всіх, крім вантажних перевезень; 9 нових випадків, усього 34.
12 березня в Словенії оголошено режим епідемії, всі навчальні заклади закрито з 16 березня. Медичним працівникам заборонено брати відпустки, 89 підтверджених випадків.
17 березня — 22 нові випадки, загалом 275 з 7857 тестів.
18 березня — 11 нових підтверджених випадків, загалом 286 з 8730 тестів.
19 березня — підтверджено 33 нові випадки, із них 319 із 9860 тестів.
20 березня введено жорсткий карантин в країні. Було закрито всі заклади крім аптек і продовольчих магазинів, зупинено транспорт. За порушення карантину було призначено штраф у розмірі до 400 євро.
24 березня було підтверджено 38 нових випадків, загалом 480.
27 березня було зареєстровано пікове число нових випадків за добу — 70 пацієнтів. Далі кількість щоденних випадків спадала.
30 березня карантин було посилено. У всіх закритих приміщеннях зобов'язали носити маски та рукавички. Заборонили виїжджати за межі своїх муніципалітетів (крім як для роботи або візиту до лікаря). Літнім людям дозволили відвідувати продовольчі магазини тільки з 8 до 10 ранку.
20 квітня було пом'якшено обмежувальні заходи. Почали працювати деякі магазини.
1 травня Словенія взаємно відкрила кордон для сусідньої Хорватії: власники нерухомості зможуть відвідувати сусідню державу вже в травні, а туристи — в червні, як і хорвати — Словенію.
4 травня дозволили тренуватися на тенісних кортах і полях для гольфу. Також відкрилися перукарні.
14 травня Словенія першою серед країн ЄС оголосила, що перемогла коронавірус. Це оголошення насправді було більше піарним, оскільки кілька країн ЄС мали значно кращу епідемічну ситуацію, але не оголошували про «перемогу». Серед них — Чорногорія, Андора та Ісландії. Ще кілька країн мали за деякими окремими параметрами ліпшу ситуацію (Греція та Естонія). Кількість проведених тестів склали 32 566 тестів на 1 млн населення (в Словенії 2,08 млн жителів), що відповідає 24-му місцю в Європі (за даними Worldometer). Тобто близько 65 тис. тестів на 14 травня. У червні кількість хвори знову почала рости і на 21 червня склала 45 осіб (+2 особи за попередню добу).
21 серпня Словенія внесла Україну до «червоного списку», через що при в'їзді українці матимуть пройти обов'язкову самоізоляцію.
З 16 жовтня у Словенії було заборонено робоут барів та ресторанів, також країну умовно розділили на дві частини з різними епідеміологічними режимами: до «червоного списку» включено 7 із 12 статистичних регіонів країни. В рамках посилення карантину, з 19 жовтня було заборонено пересування між регіонами та введено комендантську годину.
26 листопада карантин у країні було продовжено на два тижні.

### 2021
24 січня у Словенії зафіксовано перший випадок зараження «британським» штамом коронавірусу. З 1 квітня у країні було заплановано ввести повний локдаун, в рамках якого держслужбовці майже повністю перейшли на віддалену роботу, влада попросила зробити так само й бізнес.
15 червня у Словенії після восьми місяців було скасовано режим надзвичайного стану та частину карантинних обмежень.
7 грудня примусову вакцинацію держслужбовців в країні визнали такою, що не відповідає Конституції.